# Steve Nicol
Stephen 'Steve' Nicol (Irvine, Escocia, 11 de diciembre de 1961) es un exfutbolista escocés. Ha jugado con el Liverpool, en la década de 1980. Es el entrenador más dirigido en la historia de la MLS.

## Selección nacional
Ha sido internacional con la selección de fútbol de Escocia, ha jugado 27 partidos internacionales. También perteneció a la selección sub-21 jugando 14 partidos.

## Trayectoria

### Clubes
| Club                   | País           | Año         |
| ---------------------- | -------------- | ----------- |
| Ayr United             | Escocia        | 1979 - 1981 |
| Liverpool              | Inglaterra     | 1981 - 1995 |
| Notts County           | Inglaterra     | 1995        |
| Sheffield Wednesday    | Inglaterra     | 1995 - 1998 |
| Doncaster Rovers       | Inglaterra     | 1998-1999   |
| Boston Bulldogs        | Estados Unidos | 1999        |
| New England Revolution | Estados Unidos | 1999        |
| Boston Bulldogs        | Estados Unidos | 2000-2001   |

### Como entrenador
- Notts County (1993)
- New England Revolution (1999) (interino)
- Boston Bulldogs (2000-2001)
- New England Revolution (2002−2011)